# Foa hyalina
Foa hyalina är en fiskart som först beskrevs av Smith och Lewis Radcliffe 1912.  Foa hyalina ingår i släktet Foa och familjen Apogonidae. Inga underarter finns listade i Catalogue of Life.